# Cernosvitoviella goodhui
Cernosvitoviella goodhui är en ringmaskart som beskrevs av Brenda Healy 1975. Cernosvitoviella goodhui ingår i släktet Cernosvitoviella, och familjen småringmaskar. Arten är reproducerande i Sverige.